# Vele Srakane
Vele Srakane je ostrov v chorvatské části Jaderského moře. Nachází se mezi ostrovy Lošinj, Unije a Susak, severně od ostrova Male Srakane. Rozloha ostrova je 1,15 km2, nejvyšším vrcholem je Vela straža s nadmořskou výškou 59 m n. m. Žijí zde 3 lidé (podle sčítání lidu v roce 2011), což představuje pokles oproti 8 obyvatelům v roce 2001. Na ostrově je k dispozici elektrická energie. Není zde žádný přístav, ostrov je vybaven pouze dvěma betonovými moly. Na pobřeží se nachází útesy, kvůli nimž obyvatelé své lodě vytahují na souš.
Ostrov byl osídlen již v pravěku; na vrcholu Vela straža se nacházejí pozůstatky pravěké osady.